# Cornești, Gorj
Cornești este un sat în comuna Bălești din județul Gorj, Oltenia, România.

## Vezi și
- Biserica de lemn din Cornești, Gorj
- Biserica de lemn din Cornești-Copăceni, Gorj

## Personalități
- Ecaterina Lăcătușu (1912 - 1998), învățătoare, soția Sfântului părinte Ilie Lăcătușu

 Acest articol despre o localitate din județul Gorj este deocamdată un ciot. Puteți ajuta Wikipedia prin completarea lui.